# Mistrovství světa v plážovém volejbalu
Mistrovství světa v plážovém volejbalu je turnaj v plážovém volejbalu, organizovaný Mezinárodní volejbalovou federací (Fédération Internationale de Volleyball) (FIVB). První turnaj se uskutečnil v roce 1997 a koná se každý lichý rok. Turnaje jsou pořádány společně pro muže a ženy.

## Přehled světových šampionátů mužů
| Poř. | Rok     | Místo                                  | Zlato      | Stříbro    | Bronz          |
| ---- | ------- | -------------------------------------- | ---------- | ---------- | -------------- |
| 1.   | MS 1997 | Los Angeles                            | Brazílie   | USA        | USA a Brazílie |
| 2.   | MS 1999 | Marseille                              | Brazílie   | Švýcarsko  | Brazílie       |
| 3.   | MS 2001 | Klagenfurt                             | Argentina  | Brazílie   | Norsko         |
| 4.   | MS 2003 | Rio de Janeiro                         | Brazílie   | USA        | Brazílie       |
| 5.   | MS 2005 | Berlín                                 | Brazílie   | Švýcarsko  | Německo        |
| 6.   | MS 2007 | Gstaad                                 | USA        | Rusko      | Austrálie      |
| 7.   | MS 2009 | Stavanger                              | Německo    | Brazílie   | USA            |
| 8.   | MS 2011 | Řím                                    | Brazílie   | Brazílie   | Německo        |
| 9.   | MS 2013 | Stare Jabłonki                         | Nizozemsko | Brazílie   | Německo        |
| 10.  | MS 2015 | Haag, Amsterdam, Apeldoorn a Rotterdam | Brazílie   | Nizozemsko | Brazílie       |
| 11.  | MS 2017 | Vídeň                                  | Brazílie   | Rakousko   | Rusko          |
| 12.  | MS 2019 | Hamburk                                | Rusko      | Německo    | Norsko         |
| 13.  | MS 2022 | Řím                                    | Norsko     | Brazílie   | Brazílie       |
| 14.  | MS 2023 | Tlaxcala, Apizaco a Huamantla          | Česko      | Švédsko    | Polsko         |
| 15.  | MS 2025 | Adelaide                               |            |            |                |

## Přehled světových šampionátů žen
| Poř. | Rok     | Místo                         | Zlato    | Stříbro  | Bronz          |
| ---- | ------- | ----------------------------- | -------- | -------- | -------------- |
| 1.   | MS 1997 | Los Angeles                   | Brazílie | USA      | USA a Brazílie |
| 2.   | MS 1999 | Marseille                     | Brazílie | USA      | USA            |
| 3.   | MS 2001 | Klagenfurt                    | Brazílie | Brazílie | Česko          |
| 4.   | MS 2003 | Rio de Janeiro                | USA      | Brazílie | Austrálie      |
| 5.   | MS 2005 | Berlín                        | USA      | Brazílie | Čína           |
| 6.   | MS 2007 | Gstaad                        | USA      | Čína     | Brazílie       |
| 7.   | MS 2009 | Stavanger                     | USA      | Brazílie | Brazílie       |
| 8.   | MS 2011 | Řím                           | Brazílie | USA      | Čína           |
| 9.   | MS 2013 | Stare Jabłonki                | Čína     | Německo  | Brazílie       |
| 10.  | MS 2015 | Nizozemsko                    | Brazílie | Brazílie | Brazílie       |
| 11.  | MS 2017 | Vídeň                         | Německo  | USA      | Brazílie       |
| 12.  | MS 2019 | Hamburk                       | Kanada   | USA      | Austrálie      |
| 13.  | MS 2022 | Řím                           | Brazílie | Kanada   | Německo        |
| 14.  | MS 2023 | Tlaxcala, Apizaco a Huamantla | USA      | Brazílie | USA            |
| 15.  | MS 2025 | Adelaide                      |          |          |                |

## Historické pořadí podle medailí
| Poř. | Země       | Zlato | Stříbro | Bronz | Celkem |
| ---- | ---------- | ----- | ------- | ----- | ------ |
| 1    | Brazílie   | 13    | 11      | 11    | 35     |
| 2    | USA        | 6     | 7       | 5     | 18     |
| 3    | Německo    | 2     | 2       | 4     | 8      |
| 4    | Čína       | 1     | 1       | 2     | 4      |
| 5    | Rusko      | 1     | 1       | 1     | 3      |
| 6    | Nizozemsko | 1     | 1       | 0     | 2      |
| 6    | Kanada     | 1     | 1       | 0     | 2      |
| 8    | Norsko     | 1     | 0       | 2     | 3      |
| 8    |            |       |         |       |        |
| 9    | Česko      | 1     | 0       | 1     | 2      |
| 10   | Argentina  | 1     | 0       | 0     | 1      |
| 11   | Švýcarsko  | 0     | 2       | 0     | 2      |
| 12   | Rakousko   | 0     | 1       | 0     | 1      |
| 12   | Švédsko    | 0     | 1       | 0     | 1      |
| 14   | Austrálie  | 0     | 0       | 3     | 3      |
| 15   | Polsko     | 0     | 0       | 1     | 1      |